# Saint-Sulpice-de-Pommiers
Saint-Sulpice-de-Pommiers is een gemeente in het Franse departement Gironde (regio Nouvelle-Aquitaine) en telt 224 inwoners (2005). De plaats maakt deel uit van het arrondissement Langon.

## Geografie
De oppervlakte van Saint-Sulpice-de-Pommiers bedraagt 10,0 km², de bevolkingsdichtheid is 22,4 inwoners per km².
De onderstaande kaart toont de ligging van Saint-Sulpice-de-Pommiers met de belangrijkste infrastructuur en aangrenzende gemeenten.

## Demografie
Onderstaande figuur toont het verloop van het inwonertal (bron: INSEE-tellingen).